# Ecuație de continuitate
În fizică o ecuație de continuitate sau ecuație de transport este o ecuație care descrie transportul unei mărimi. Este un instrument deosebit de simplu și puternic atunci când este aplicat la o mărime care se conservă, dar poate fi generalizat pentru a se aplica oricărei proprietăți extensive. Deoarece masa, energia, impulsul, sarcina electrică și alte mărimi naturale se conservă în condițiile lor adecvate, folosind ecuații de continuitate pot fi descrise o varietate de fenomene fizice.

## Masă
În absența unei surse de masă, pentru un volum material {\displaystyle \tau }, masa conținută nu variază în timp, ceea ce înseamnă că
{\displaystyle {\frac {d}{dt}}\int _{\tau }^{}\rho \,d\tau =0}
Dacă se consideră un volum de control oarecare fix {\displaystyle \tau *}, fluxul de masă care traversează suprafața {\displaystyle \sigma *}, ce înconjoară volumul {\displaystyle \tau *}, trebuie să se regăsească în variația masei volumului de control
{\displaystyle \int _{\tau *}^{}{\frac {\partial \rho }{\partial t}}\,d\tau =\int _{\sigma *}^{}{\rho }{{\overrightarrow {V}}{\overrightarrow {n}}}\,d\sigma }
sau, ținând seama de relația Gauss-Ostrogradski
{\displaystyle \int _{\tau *}^{}{\frac {\partial \rho }{\partial t}}\,d\tau -\int _{\tau *}^{}{\nabla (\rho }{{\overrightarrow {V}})}\,d\tau =0}
Deoarece nu s-a făcut nici o ipoteză asupra mărimii volumului {\displaystyle \tau *}, se poate face ca acesta să tindă spre zero, adică
{\displaystyle {\frac {\partial \rho }{\partial t}}+{\nabla (\rho }{{\overrightarrow {V}})}=0}
care este ecuația de continuitate valabilă în oricare punct al spațiului fluid.

## Tetra-curenți
Conservarea unui curent al unui fluid generalizat, care nu este neapărat un fluid de tip curent electromagnetic, este exprimată compact de operatorul divergență al covariantei Lorentz a unui tetra-curent
{\displaystyle J^{a}=\left(c\rho ,\mathbf {j} \right)}
unde
c este viteza luminii
ρ este densitatea de sarcină
j este densitatea de curent convențională
a denumește dimensiunea spaţio-temporală
astfel încât
{\displaystyle \partial _{a}J^{a}={\frac {\partial \rho }{\partial t}}+\nabla \cdot \mathbf {j} }
atunci
{\displaystyle \partial _{a}J^{a}=0}
ceea ce conduce la concluzia conservării curentului
{\displaystyle {\frac {\partial \rho }{\partial t}}+\nabla \cdot \mathbf {j} =0}